# 大谷パーキングエリア
大谷パーキングエリア（おおやパーキングエリア）は、栃木県宇都宮市駒生町にある東北自動車道のパーキングエリア。

## 施設

### 上り線（東京方面）
出典:
- 管理：ネクスコ東日本エリアトラクト[2]
- 運営：ネクスコ東日本リテイル
- 駐車場
  - 大型：37台
  - 小型：90台
  - 身障者用
    - 大型：1台
    - 小型：3台
- トイレ
  - 男性：大6（和式1・洋式5）・小18
    - オストメイト対応設備が設置されている[3]。

  - 女性：24（和式9・洋式15）
    - オストメイト対応設備が設置されている[3]。
    - 同伴の男児用：2

  - 身障者用：1
- 軽食・カフェ・レストラン
  - テイクアウトコーナー
    - もぐもぐOYA（12:00 - 16:00）
    - Kuluくる（土休日12:00 - 16:00）

  - フードコート（8:00 - 20:00）
- ショッピングコーナー（8:00 - 20:00）
- 生活・暮らし
  - 自動販売機（24時間）
  - E-NEXCO Wi-Fi SPOT
- 喫煙所
- 自動体外式除細動器（AED）
- 高速道路サービス
  - ハイウェイ情報ターミナル
  - ウォークインゲート（一般道からの出入口）
  - ハイウェイスタンプ（24時間）

### 下り線（青森方面）
出典:
- 管理：ネクスコ東日本エリアトラクト[2]
- 運営：ネクスコ東日本リテイル
- 駐車場
  - 大型：55台
  - 小型：116台
  - 身障者用
    - 大型：1台
    - 小型：4台
- トイレ
  - 男性：大8（和式2・洋式6）・小24

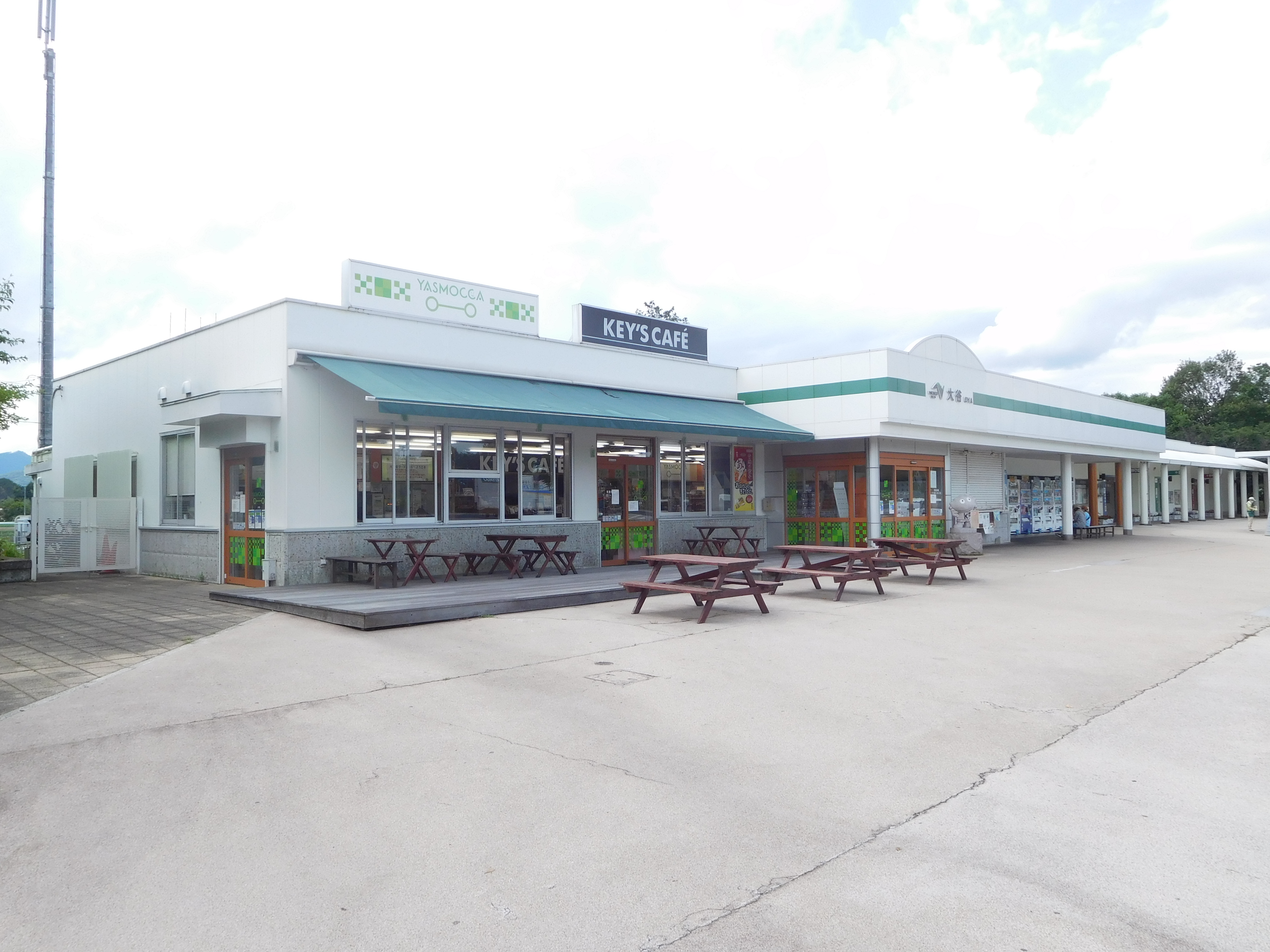
下り線施設

    - オストメイト対応設備が設置されている[3]。

  - 女性：30（和式13・洋式17）
    - オストメイト対応設備が設置されている[3]。
    - 同伴の男児用：2

  - 身障者用：1
- 軽食・カフェ・レストラン
  - フードコート（7:00 - 19:00）
  - 『KEY'S CAFE』（平日8:00 - 12:00、土休日8:00 - 13:00）[5]
- お土産・産直販売
  - ショッピングコーナー（7:00 - 19:00）
- 生活・暮らし
  - 自動販売機（24時間）
  - 自販機コンビニ「セブン自販機（セブン-イレブン自動販売機）」（24時間）[6]
  - E-NEXCO Wi-Fi SPOT
- 喫煙所
- 自動体外式除細動器（AED）
- 車椅子無料貸し出し
- 高速道路サービス
  - ハイウェイ情報ターミナル
  - ウォークインゲート（一般道からの出入口）
  - ハイウェイスタンプ（24時間）

## 隣
E4 東北自動車道
(9)鹿沼IC - 大谷SIC（事業中） -  大谷PA - (10)宇都宮IC

## バス路線
高速バスミリオンライナー号は当PAにて休憩を行う。